# Fábrica de sueños
Fábrica de Sueños est une franchise télévisée mexicaine et une anthologie de romans dramatiques développée par Patricio Wills pour Televisa . Le projet consiste à faire des remakes des romans classiques les plus réussis de Televisa, dans un format court de 25 épisodes. Chaque roman est indépendant, avec un groupe de distribution et de production différent, des scénarios différents et une intrigue qui a son propre début, son propre développement et sa propre fin,.
La première phase tourne autour de 11 romans classiques, qui sont : La usurpadora, Cuna de lobos, Rubí, El privilegio de amar, Quinceañera, El maleficio, Colorina, La madrastra, Los ricos también lloran, Rosa salvaje et Corazón salvaje,.

## Remakes
| Production                                           | Première diffusion | Dernière diffusion | Épisodes | Producteur(s)       | Réalisateur(s)                         |
| 2019                                                 | 2019               | 2019               | 2019     | 2019                | 2019                                   |
| ---------------------------------------------------- | ------------------ | ------------------ | -------- | ------------------- | -------------------------------------- |
| La usurpadora (L'Usurpatrice)                        | 2 septembre 2019   | 4 octobre 2019     | 25       | Carmen Armendáriz   | Francisco Franco Nelhiño Acosta        |
| Cuna de lobos                                        | 7 octobre 2019     | 8 novembre 2019    | 25       | Giselle González    | Eric Morales Juan Pablo Blanco         |
| 2020                                                 |                    |                    |          |                     |                                        |
| Rubí                                                 | 15 juin 2020       | 21 juillet 2020    | 27       | Carlos Bardasano    | Carlos Cock Marín Pepe Castro          |
| 2022                                                 |                    |                    |          |                     |                                        |
| Los ricos también lloran (Les riches pleurent aussi) | 21 février 2022    | 13 mai 2022        | 60       | Carlos Bardasano    | Luis Manzo Pavel Vázquez Carlos Santos |
| La madrastra (La Belle-Mère)                         | 15 août 2022       | 21 octobre 2022    | 50       | Carmen Armendáriz   | Sergio Cataño Héctor Márquez Campos    |
| 2023                                                 |                    |                    |          |                     |                                        |
| El maleficio                                         | 13 novembre 2023   |                    |          | José Alberto Castro | Salvador Garcini Fez Noriega           |

## Production
Le tournage de La usurpadora a commencé le 25 avril 2019 et s'est terminé en août 2019.  
Le tournage de Cuna de lobos a commencé le 15 avril 2019 et s'est terminé en août 2019.  
Le tournage de Rubí a commencé le 20 juillet 2019 et s'est terminé en octobre 2019.